# Pachypodium decaryi
Pachypodium decaryi ist eine Pflanzenart aus der Gattung Pachypodium in der Familie der Hundsgiftgewächse (Apocynaceae).

## Beschreibung
Pachypodium decaryi ist eine ausdauernde Pflanze, mit einem bis zu 2 m hohen Stamm, der an der Basis einen Durchmesser von 40 cm erreichen kann. Die Zweige sind glatt, im Gegensatz zu anderen Arten der Gattung weist Pachypodium decaryi eine sehr reduzierte Bedornung auf: Nur an den Spitzen der Zweige stehen die Dornen in Gruppen aus drei, sie werden gemeinsam mit den Laubblättern abgeworfen. Die Laubblätter werden 5 bis 10 cm lang und 3,5 bis 5 cm breit. Sie sind elliptisch-zugespitzt, besitzen einen kurzen Blattstiel und sind auf der Unterseite fein behaart.
Die Blüten stehen in Gruppen aus bis zu zehn an den Spitzen der Triebe. Sie sind stieltellerförmig, weiß gefärbt, erreichen einen Durchmesser von 12 cm und eine Länge von 5 bis 8 cm. Die Kronröhre hat einen Durchmesser von etwa 6 mm.
Die Früchte stehen aufrecht und sind von der Basis an gebogen, sie werden 22 cm lang und messen 1 cm im Durchmesser. Die Samen werden 1 cm groß.

## Verbreitung
Die Art ist ein Lokalendemit im Norden Madagaskars.

## Systematik
Die Erstbeschreibung der Art erfolgte 1916 durch Henri Louis Poisson.

## Nachweise